# 約翰·馬登 (教練)
约翰·厄尔·马登（John Earl Madden，1939年4月10日 - 2021年12月28日）是國家美式橄欖球聯盟教练和體育評述員。 1969年至1978年，他担任奥克兰袭击者的主教练，带领球队八次进入季后赛、七次夺得分区冠军，并在第十一届超级碗上率隊夺得球队的第一个超级碗冠军。在执教至少100场比赛的NFL主教练中，約翰·馬登的胜率最高。截至全国橄榄球联盟2024赛季末，他依然是拿下拉斯维加斯突袭者最多胜场的主教练。Madden NFL系列游戏就是以約翰·馬登的名字命名。 2006年，約翰·馬登入选職業美式足球名人堂。